# Richemont (Mosella)
Richemont è un comune francese di 2 134 abitanti situato nel dipartimento della Mosella nella regione del Grand Est.

## Storia

### Simboli
Il primo quarto riprende lo stemma del Ducato di Lussemburgo, originario proprietario del feudo, acquisito nel 1136; il secondo è la combinazione del fasciato dei Rodemack e i pali scorciati dei Briey (d'oro, a tre pali scorciati e pieficcati di rosso), entrambi signori del luogo nel Medioevo; nel terzo la croce patente evoca i cavalieri templari che da una fortezza controllavano la confluenza dell'Orne e della Mosella, mentre lo sfondo partito d'argento e di nero è emblema della città di Metz; il quarto è lo stemma della famiglia Morel de Chevillon, signori di Richemont e di Pepinville. Il ponte è quello che attraversa l'Orne a Richemont e che segna il confine tra la città di Metz e il Lussemburgo.

## Società

### Evoluzione demografica
Abitanti censiti